# Clavus fusconitens
Clavus fusconitens is een slakkensoort uit de familie van de Drilliidae. De wetenschappelijke naam van de soort is voor het eerst geldig gepubliceerd in 1901 door Sowerby I.